# Urszula Dudziak

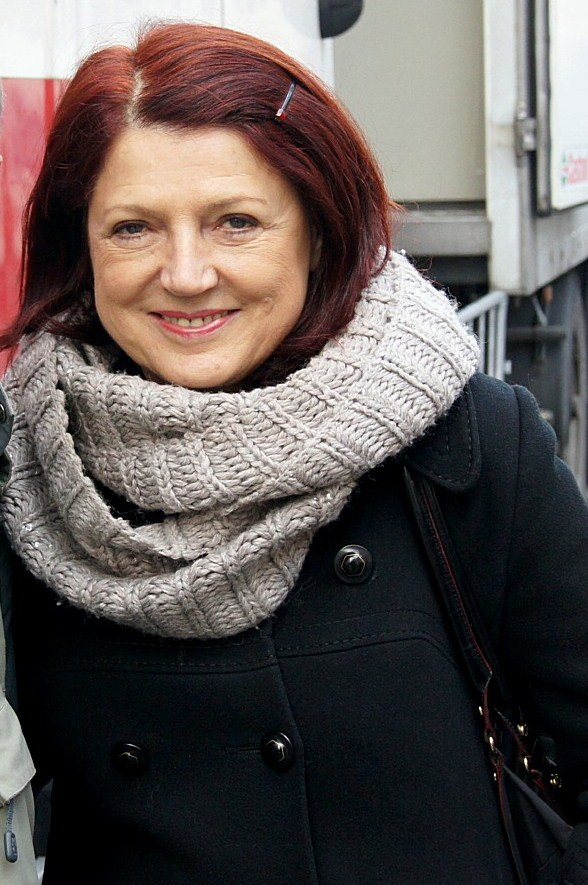
Urszula Dudziak (2011)

Urszula Dudziak (* 22. Oktober 1943 in Bielsko-Biała-Straconka) ist eine polnische Jazzsängerin.

## Wirken
Dudziak erlernte zunächst das Klavierspiel im Polen der 1950er Jahre. Radiosendungen mit dem Gesang von Ella Fitzgerald motivierten sie, auch zu singen. So kam sie zum Jazz. 1965 lernte sie den Jazzviolinisten und Saxofonisten Michał Urbaniak kennen und sang in seiner Jazzformation. Später heirateten sie und gingen gemeinsam nach Schweden, wo sie zwischen 1965 und 1969 lebten. 1974 siedelten sie in die USA über. Ihre gemeinsame Tochter Mika Urbaniak ist heute ebenfalls Sängerin. Nach der politischen Wende 1989 lebt Urszula Dudziak auch wieder in Europa.
In den USA verfeinerte die Sängerin, die über ein Stimmvolumen von viereinhalb Oktaven verfügt, ihren wortlosen Jazzgesang. 1976 hatte sie mit ihrem „elektronifizierten“ Scatgesang über dem Discostück Papaya einen Hit. 1979 wurde sie von der Los Angeles Times zur Jazzsängerin des Jahres gewählt. In der Gruppe Vocal Summit arbeitete sie mit den Sängern Bobby McFerrin bzw. Bob Stoloff und Sängerinnen wie Jeanne Lee, Jay Clayton und Lauren Newton zusammen. Ein weiterer Höhepunkt ihrer Karriere ist die Zusammenarbeit mit Gil Evans in den 1980er Jahren; beim Umbrien-Jazzfestival 1987 entstanden zwei Livealben mit dem Gil Evans Orchestra mit ihren unverkennbaren Improvisationen. Auf dem einen Tag zuvor in Perugia aufgenommenen Album Last Session singt sie im Background mit Sting dessen Lieder in den Arrangements von Gil Evans.

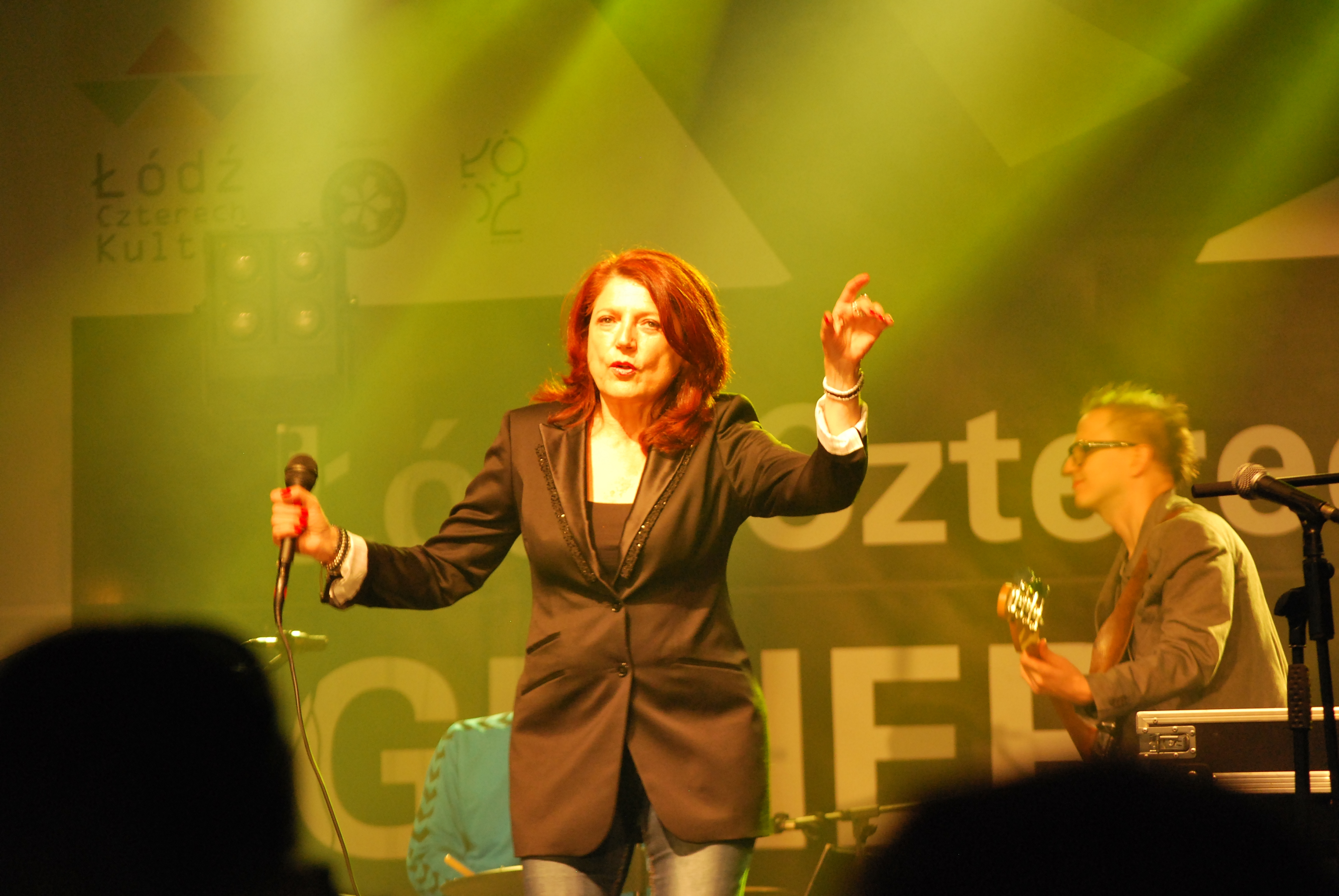
Urszula Dudziak (Four Cultures Festival in Łódź, 2012)

Außerdem war Urszula Dudziak sieben Jahre lang Sängerin der Fusionband Walk Away von Krzysztof Zawadzki. In dieser Zusammenarbeit entstanden vier Alben zwischen 1987 und 1994. Sie nahm auch mit dem Vienna Art Orchestra auf. Sie hat mit vielen Größen des internationalen Jazz zusammengearbeitet, beispielsweise mit Tomasz Stańko, Archie Shepp, Attila Zoller, Flora Purim, Larry Coryell und Lester Bowie. Als Komponistin hat sie unter anderem für die New Yorker Dance Company gearbeitet.
Dann arbeitete sie unter anderem in einem Duo The Electronic Choir mit der Sängerin Jay Clayton.
2012 veröffentlichte sie ihre Autobiographie Wyśpiewam wam wszystko (Ich singe euch alles vor).

## Diskographie (unter eigenem Namen)
- Newborn Light (1972)
- Super Constellation (1973)
- Atma (1974)
- Urszula (1976)
- Midnight Rain (1977)
- Urbaniak (1977)
- Future Talk (1979)
- Ulla (1982)
- Sorrow Is Not Forever… But Love Is (1983)
- Magic Lady (1989)
- Jazz Unlimited (1993)
- Journey, Saturation (1994)
- To I Hola (1998, mit Grazyna Auguscik)
- And Life Goes On (2002)
- Malowany Ptak / Painted Bird (2003)
- Super Band Live at Jazz (2009)
- Wszystko gra (2013)

## DVD
- Urszula Dudziak/Walkaway Live at Warsaw Jazz Festival 1991 (auf einem Stück ist auch ihr Exmann M. Urbaniak dabei)